# Сесаной
Сесаной (чечен. сесаной) — один из чеченских тайпов, представители которого являются выходцами из территориальной группы (тукхума) нохчмахкахой, тайп расселён в основном на северо-восточной части Чечни. Представители тайпа проживают во многих плоскостных селениях.

## История
Согласно родовому тептару, Айткхаллой, Сесанойцы и Ишхой являются потомками Сада, который пришел из Нашха и обосновался в местечке ГIудукх, что находится рядом с нынешним селением Саясан. Генеалогическое древо Сесанойцев: Сада — ХIолчи — Хьашта — Нашхо (Такхмисар) — Гела — Ата- Айта(Айта является родоначальником тайпа Айткхеллой, брат Айти Ишхо является родоначальником тайпа Ишхой) — Байбаркъа (является родоначальником тайпа Сесаной) — Хьашуркъа — Яшуркъа — Хьесалби — Ацми — Тунжулха — ГIаншо — Жама — Мурта — Жалбар — Вуьтарг — ТIелхиг — ТIатӏа — Хукли — Іусман — Герман — Ахьмад — Бойсхар.
Представители тайпа Сесаной в XVI—XVIII веках основали в горной части Чечни — Саясан, Айта-Кхалла, а на равнине сёла — Хошкалде, КIожа-Ирзе, Иласхан-Юрт, Лаха Ноьвре (Нижний Наур), Мелчхи и Успан-юрт (Дагестан, Хасав-Юртовский район). По сведениям кавказоведа Н. Г. Волковой, в селение Исти-су в момент исследования проживали два тайпа сесаной (выходцы из Элисхан-юрта) и гордалой. По преданию, именно эти два тайпа основали селение. До 40-х годов XX века селение Истису находилось несколько выше, в предгорье, и состояло из двух частей— Гордало и Сесан, разделявшихся рекой Истису. Также Н. Г. Волкова зафиксировала представителей тайпа в селе Хошкельды, где помимо Сесаной проживали Бильтой, Центорой и Зандкой.
Ныне выходцы из села Саясан расселены в городах Грозный, Гудермес, Аргун и в разных сёлах Чечни.
Представители тайпа Сесаной принимали самое активное участие в общественно-политическом устройстве Чечни в разные периоды. Сесаной были в непосредственном водовороте военно-политических событий в восточной части Чечни и Дагестана на рубеже XVIII и XIX веков. В начале 30-х годов XIX века старшиной (юрт-да) аула Эндирей (в тот период общественно-политический центр кумыкской плоскости) избирается представитель тайпа Сесаной. Старшина Салатавии Джамал также причислял себя к фамилии Саясан, к которой многие дома качалыковские принадлежали (Шихалиев Девлет-Мирза. Рассказ кумыка о кумыках. Газета «Кавказ» (Тифлис, 1848, № 37-44).
Именно в Эндирее Ташев-Хаджи, принимавшего активное участие в Кавказской войне с 1828 года, при активной поддержке представителей тайпа Сесаной, дважды выдвигают кандидатом на место имама Дагестана и Чечни, но в итоге уступает сначала Гамзат-беку Гоцатлинскому, а потом Шамилю Гимринскому. К 1835 году Ташев-Хаджи распространяет свое влияние и склоняет на свою сторону значительное число жителей восточной Чечни и кумыкские селения на плоскости. Влияние и активная поддержка идей религиозного устройства и национально-освободительного движения представителей тайпа Сесаной повлияли на выбор главной ставки Ташев-Хаджи в ауле Саясан. Многие рукописные коллекции религиозных трудов Ташев-Хаджи в наше время обнаружены у чеченского переселенца в Иордании, представителя тайпа Сесаной (О поэтическом произведении Ташава-Хаджи Ал-Индири «О спрашивающий меня о господах», Ханмурзаев И. И., Институт истории, археологии и этнографии ДНЦ РАН, г. Махачкала, 2017).
Первое упоминание о Ташев-Хаджи было сделано в военном донесении Розена военному министру А. И. Чернышеву от 16 августа 1834 года, а первые сведения о вооруженном выступлении горцев под его предводительством относятся к 10 июня 1835 года. Ташев-Хаджи создал боеспособную армию на территории Чечни и ряд укреплений, со своими небольшими гарнизонами от Саясана до Устрада-оьвла (нынешний Аргун), которые были и как сборные пункты для ополчения, в случае необходимости развертывания больших сил. Ташев-Хаджи постоянно тревожил своими нападениями все линии царских войск в Чечне и на границе с Дагестаном.
11 мая 1839 года главный опорный пункт Ташев-Хаджи аул Саясан (Сесан) после ожесточенных боев с царскими войсками, состоявшими из регулярных частей и батальонов кабардинских егерей, был полностью разрушен и сожжен до тла.
13 июля 1845 года представители тайпа Сесаной и Ишхой из Бетти-Мохка оказали ожесточенное сопротивление вооруженному отряду генерала Воронцова, насчитывавшему до 5000 человек, шедшему по левому берегу реки Аксай по направлению в Дарго

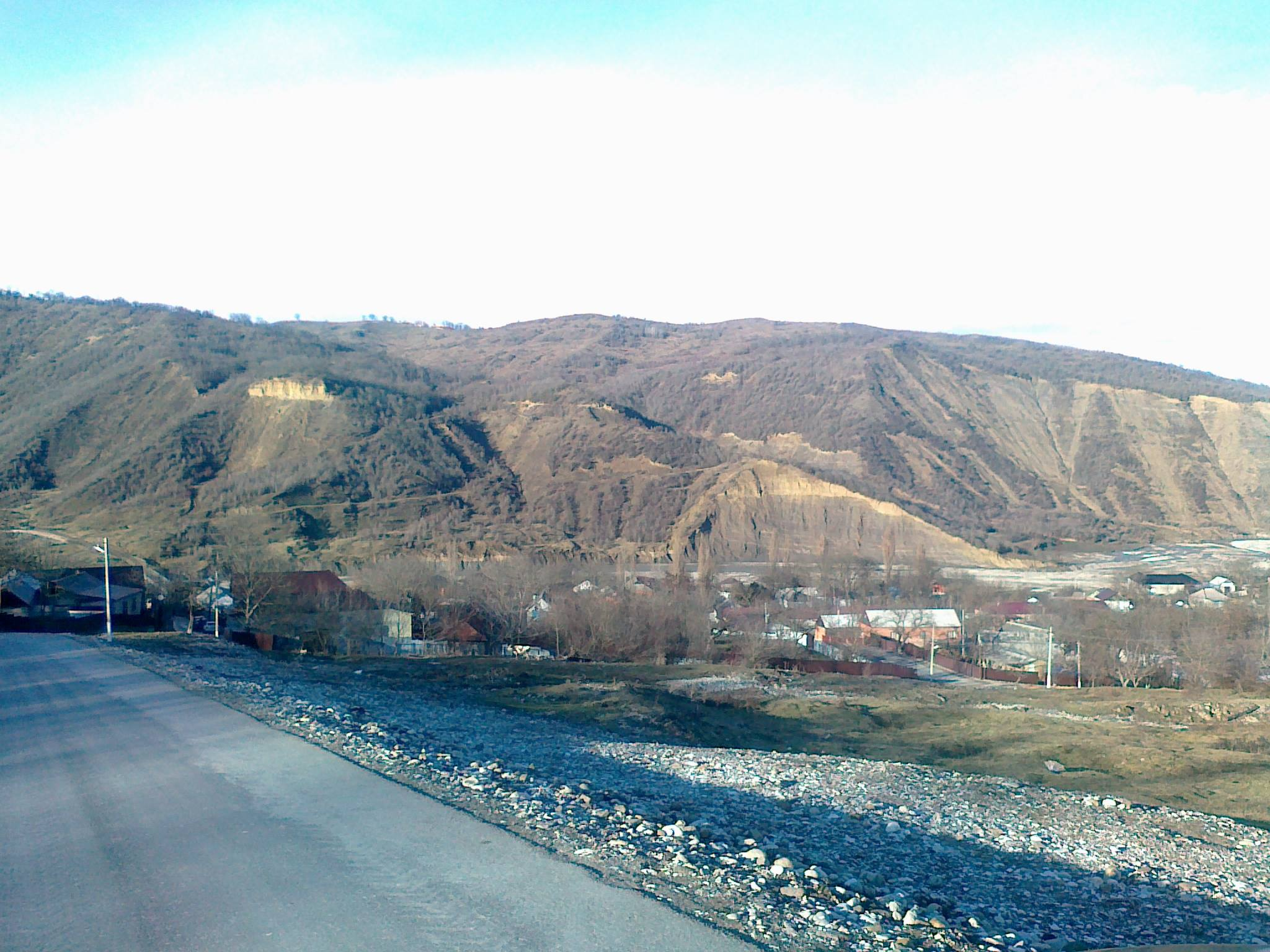
Родовое село тайпа Саясан

## Расселение
Иласхан-Юрт,Мелчхи, Бердыкел, Виноградное, Ведено, Хошкельды, Гудермес, Аргун, Ойсхар, Надтеречное, Верхний Наур, Гвардейское, Бено-Юрт, Османюрт, Саясан, Грозный.